# Thối rữa
Thối rữa (tiếng Anh: putrefaction) là quá trình phân hủy tự nhiên của mô sinh học sau khi sinh vật chết, do tác động kết hợp của enzyme nội bào (tự phân – autolysis), vi khuẩn (đặc biệt là yếm khí) và các điều kiện môi trường. Quá trình này giải phóng nhiều hợp chất bay hơi đặc trưng (ví dụ amoniac, hydro sulfide, cadaverine, putrescine) và đóng vai trò quan trọng trong chu trình tái chế vật chất trong tự nhiên.

một miếng Thịt bị thối rữa (thuộc bản quyền của Vietnamnet.vn)

| Giai đoạn sau cái chết |
| ---------------------- |
| Tái nhạt tử thi        |
| Mát lạnh tử thi        |
| Co cứng tử thi         |
| Hồ máu tử thi          |
| Thối rữa               |
| Phân hủy               |
| Xương hóa              |

## Thuật ngữ và phạm vi
- Tự phân (autolysis): sự tự tiêu của tế bào do enzyme nội bào sau khi ngừng tuần hoàn và hô hấp.
- Thối rữa (putrefaction): phân hủy do vi sinh vật, thường kèm mùi hôi và sinh khí.
- Bộ xương hóa (skeletonization): giai đoạn cuối khi chỉ còn lại thành phần cứng (xương, sụn, tóc, móng).

## Cơ chế
Ngay sau chết, thiếu oxy và năng lượng khiến màng bào quan rò rỉ, enzyme tiêu hóa phá hủy cấu trúc tế bào (tự phân). Vi khuẩn đường ruột (thường thuộc chi Clostridium, Bacteroides) lan ra các mô, sử dụng chất nền hữu cơ và tạo thành:
- Khí: CO2, CH4, H2S → gây phồng (bloat).
- Amin bay hơi: putrescine (1,4-diaminobutane), cadaverine (1,5-diaminopentane) → mùi hôi đặc trưng.
- Hợp chất chứa lưu huỳnh và nitơ khác → tăng cường mùi.

## Các giai đoạn
Tốc độ thay đổi tùy nhiệt độ, độ ẩm, tiếp xúc không khí/nước/đất, côn trùng, nguyên nhân tử vong, và che phủ. Một mô tả thường dùng:
1. Giai đoạn tươi (fresh): xuất hiện co cứng tử thi (rigor mortis), nhạt màu da, bắt đầu tự phân.
2. Phình trướng (bloat): sinh khí nội sinh làm phồng bụng, da đổi màu lục, mùi hôi rõ.
3. Phân hủy hoạt động (active decay): mô mềm bị tiêu hủy mạnh, dịch rỉ nhiều, khối lượng cơ thể giảm nhanh.
4. Phân hủy nâng cao (advanced decay): còn lại mô khô, mỡ sáp (adipocere) có thể hình thành trong môi trường ẩm, yếm khí.
5. Bộ xương hóa (skeletonization): chỉ còn xương và mô cứng; tiến triển chậm theo thời gian.

## Yếu tố ảnh hưởng
- Nhiệt độ & ẩm độ: nóng ẩm tăng tốc phân hủy; lạnh/khô có thể gây ướp xác tự nhiên (khô xác).
- Oxy: yếm khí làm chậm một số quá trình nhưng tăng hợp chất mùi nặng.
- Môi trường (nước/đất/không khí): trong nước trao đổi nhiệt tốt → chậm hơn giai đoạn đầu nhưng có thể trương nước; trong đất giảm côn trùng; ngoài không khí côn trùng tiếp cận nhanh.
- Tiếp cận côn trùng: ruồi xác (Calliphoridae) đẻ trứng → ấu trùng góp phần phá hủy mô.
- Nguyên nhân tử vong & tình trạng cơ thể: nhiễm trùng huyết, chấn thương, mất máu, thuốc men… có thể thay đổi tốc độ.

## Dấu hiệu hóa–sinh
- Hợp chất bay hơi: NH3, H2S, mercaptan, indole, skatole, cadaverine, putrescine.
- Khí tích tụ nội tạng → phình; đổi màu do sulfhemoglobin và vi khuẩn sinh sắc tố.
- Có thể hình thành mỡ sáp (adipocere) trong môi trường ẩm, yếm khí giàu lipid.

## Ứng dụng trong pháp y
Trong pháp y học, các đặc điểm hình thái, sự phát triển của côn trùng, và thay đổi hóa–sinh được dùng ước lượng khoảng thời gian sau chết (post-mortem interval, PMI). Các mô hình PMI phải tính đến nhiệt độ tích lũy (accumulated degree hours/days), vi khí hậu, che phủ, và điều kiện địa phương.

## Vai trò sinh thái
Thối rữa giải phóng chất dinh dưỡng trở lại đất/nước, hỗ trợ chuỗi phân hủy và chu trình dinh dưỡng; xác chết là vi môi trường cho đa dạng sinh vật phân hủy (vi khuẩn, nấm, côn trùng, động vật ăn xác).

## Phòng ngừa và xử lý
Các phương thức mai táng/hoả táng/ướp xác, bảo quản lạnh, và khử trùng môi trường mục tiêu nhằm hạn chế mùi, kiểm soát dịch sinh học, và tôn trọng tập quán văn hóa.